# مریدین (وایومینگ)
مریدین (به انگلیسی: Meriden) یک منطقهٔ مسکونی در ایالات متحده آمریکا است که در شهرستان لارامی، وایومینگ واقع شده‌است. مریدین ۱٬۵۱۰٫۹۱ متر بالاتر از سطح دریا واقع شده‌است.